# Gao Yang
Dit is een Chinese naam; de familienaam is Gao.
Gao Yang (Chinees: 高杨) (Jilin, 1 november 1980) is een schaatsster uit China. Ze vertegenwoordigde haar vaderland op de Olympische Winterspelen 2002 in Salt Lake City.

## Resultaten

### Olympische Winterspelen
| Jaar | Plaats         | Resultaten            |
| ---- | -------------- | --------------------- |
| 2002 | Salt Lake City | 19e 1500 m 20e 3000 m |

### Wereldkampioenschappen
| Jaar | Plaats    | Resultaten   |
| ---- | --------- | ------------ |
| 2000 | Milwaukee | 20e allround |
| 2005 | Moskou    | 20e allround |

### Wereldbeker
Eindklasseringen
| Seizoen   | 1500 m | 3000/5000 m |
| --------- | ------ | ----------- |
| 1999/2000 | -      | 39e         |
| 2001/2002 | 26e    | 20e         |
| 2002/2003 | 17e    | 21e         |
| 2003/2004 | 32e    | 28e         |
| 2004/2005 | 31e    | 41e         |
| 2006/2007 | -      | 54e         |
| 2007/2008 | -      | 50e         |
| 2008/2009 | 47e    | 46e         |

### Aziatische kampioenschappen
| Jaar | 1500 m | 3000 m | 5000 m |
| ---- | ------ | ------ | ------ |
| 2005 | -      | 7e     | 7e     |
| 2007 | 8e     | 8e     | 8e     |
| 2008 | 8e     | 10e    | 7e     |

### Chinese kampioenschappen
| Jaar | 100 m | 500 m  | 1000 m | 1500 m | 3000 m | 5000 m | allround |
| ---- | ----- | ------ | ------ | ------ | ------ | ------ | -------- |
| 2001 | -     | Zilver | -      | -      | Zilver | -      | -        |
| 2004 | -     | -      | Brons  | Brons  | Brons  | 4e     | Brons    |
| 2005 | 8e    | 7e     | Goud   | Zilver | Goud   | Brons  | Brons    |
| 2006 | -     | 4e     | 4e     | Brons  | Brons  | 8e     | 4e       |
| 2007 | -     | -      | 9e     | 8e     | 6e     | 6e     | Zilver   |
| 2008 | -     | -      | -      | 7e     | 4e     | Brons  | Goud     |
| 2009 | -     | -      | 4e     | Zilver | Goud   | Goud   | -        |

## Persoonlijke records
| Afstand    | Tijd    | Datum            | Baan           |
| ---------- | ------- | ---------------- | -------------- |
| 100 meter  | 10,89   | 6 maart 2005     | Shenyang       |
| 500 meter  | 39,81   | 6 oktober 2006   | Harbin         |
| 1000 meter | 1.19,71 | 8 maart 2009     | Harbin         |
| 1500 meter | 1.59,51 | 9 februari 2002  | Salt Lake City |
| 3000 meter | 4.09,86 | 11 november 2007 | Salt Lake City |
| 5000 meter | 7.23,72 | 22 november 2008 | Moskou         |